# Adam Eismann
Adam Eismann (* 13. August 1872 in Planig, Rheinhessen; † 15. April 1956 in Bernkastel-Kues) war ein deutscher katholischer Priester.

## Werdegang
Nach dem Besuch der Volksschule, des Progymnasiums und des Gymnasiums studierte Eismann Theologie an der Universität Innsbruck, an der er promovierte. Im Anschluss besuchte er das Priesterseminar in Trier und empfing 1897 seine Weihe zum Priester.
Als Pfarrseelsorger kam er zunächst nach Bendorf, später als Pfarrer nach Büdlich und Herdorf. Ab 1925 war er Pfarrer in der Strafanstalt Wittlich.
Von 1919 bis 1921 gehörte Eismann als Abgeordneter der Zentrumspartei der verfassunggebenden Preußischen Landesversammlung an und von 1921 bis 1928 dem Preußischen Landtag.
Er war Mitherausgeber der Katholischen Korrespondenz und Mitglied der Görres-Gesellschaft zur Pflege der katholischen Wissenschaften.

## Ehrungen
- 1952: Großes Verdienstkreuz der Bundesrepublik Deutschland